# ソラマメ中毒
ソラマメ中毒（ソラマメちゅうどく）とは、ソラマメに含まれる毒性物質によって起こる食中毒である。

## 解説
ソラマメの種実には配糖体の形をとったビシン (vicine) およびコンビシンが含まれ、これが腸内細菌のβ-グルコシダーゼの作用で加水分解して生じたジビシンおよびイソウラミルが原因物質となる。ラテン語でソラマメを意味する "faba" （故に学名はVicia fabaと命名されている）を語源としたイタリア語 "fava" にちなみ、ファビズム (Favism) あるいは英語読みでフェービズムと呼ばれる。グルコース-6-リン酸脱水素酵素欠損症を有する者がソラマメを食べた後に、血中グルタチオン濃度が低下し、赤血球が溶血してしまう食中毒である。

## 症状
溶血によって、発熱、倦怠感。黄疸、溶血性貧血がおこり、急性腎不全によって死に至る場合もある。文献によってはソラマメの花粉を吸っても危険だとするものもある。
地中海沿岸各地、北アフリカ、中央アジア各地などではよくみられる疾患であるが日本などではあまり報告がない。これは以下の理由によるとされる。
この発症には遺伝的素因が関与しており、イタリアなど地中海地域周辺に出自する男性に固有な遺伝子に起因する遺伝病の要素があるともされる。すなわちX染色体異常によって起こる、グルコース-6-リン酸脱水素酵素欠損症の人が高リスクとされる。また、発症が多く見られる地域でソラマメは準主食的な地位で、日常生活で多食されている。

## その他
地域により、栽培されている品種に含まれるビシンなど原因物質の含有量が違うのではという指摘もある。
古代ギリシアのピタゴラスが、自ら主宰する教団の掟としてソラマメの食用を禁じ、また政敵にソラマメ畑に追い詰められて中に逃げ込めずに殺害されたとする伝承が残っていることに関して、ソラマメを不吉なものとして忌避する呪術的思想に由来するとする解釈のほかに、このソラマメ中毒が背景にあるのではとする説も提唱されている。
また、中世ヨーロッパのテンプル騎士団では「有害な食品として禁じる」との食事規定があった。